# Maria Antonietta (album)
| Recensione | Giudizio |
| ---------- | -------- |
| Rockol.it  | [ 1 ]    |

Maria Antonietta è il secondo album in studio della cantautrice Maria Antonietta, pubblicato nel 2012 da Picicca Dischi.

## Tracce
1. Questa è la mia festa – 2:44
2. Con gli occhiali da sole – 3:29
3. Estate '93 – 2:31
4. Quanto eri bello – 2:31
5. Saliva – 3:31
6. Maria Maddalena – 2:03
7. Santa Caterina – 2:01
8. Stasera ho da fare – 0:53
9. Stanca – 0:29
10. Motel – 3:35
11. Tu sei la verità non io – 1:45
12. Alla felicità e ai locali punk – 1:22